# Kamjanske
Kamjanske (ukrainska: Кам'янське uttal (fil)), tidigare Dniprodzerzjynsk, och Kamenskoje fram till 1936, är en stad i Dnipropetrovsk oblast i mellersta Ukraina. Den är belägen strax väster om den större staden Dnipro (tidigare Dnipropetrovsk). Folkmängden uppgick till 242 646 invånare i början av 2012. Staden är belägen vid floden Dnepr, och Kamjanskereservoaren sträcker ut sig i nordväst.

## Historia
Staden grundades cirka 1750 som kosackbosättningen Kamenskoje (ryskt namn; ukrainska: Kamjanske). Först efter 1889 växte staden i storlek, efter en framväxt av den metallurgiska industrin.
Under den sovjetiska tiden bytte staden 1936 namn till Dniprodzerzjynsk (ryska: Dneprodzerzjinsk). Namnet kom från grundaren av sovjetiska säkerhetspolisen, Felix Dzerzjinskij. 19 maj 2016 fick staden åter dess ursprungliga namn Kamjanske.
I början av 1960-talet dämdes floden Dnepr upp strax ovanför staden. Det relaterade vattenkraftverket stod färdigt 1964.
Staden är belägen i ett råvarurikt område, och i staden har producerat varor som järn och stål, fordon, cement, koks, kemikalier och konstgödsel. Många av de största fabrikerna är belägna centralt i staden, men det finns också industri- och bostadskvarter i söder och i sydväst. I Kamjanske finns ett metallurgiskt institut och flera tekniska högskolor.
Orten är känd som Leonid Brezjnevs födelseort.

## Befolkning
- 2001: 255 841[4]
- 2005: 249 530[4]
- 2012: 242 646[6]
- 2015: 240 700[3]

## Kultur och idrott
I staden verkade tidigare fotbollsklubben FK Stal Kamjanske, grundat 1926. Klubben flyttades efter Premjer-liha-säsongen 2018 ner till den ukrainska andradivisionen, och bytte samtidigt namn till PFK Feniks Butja samt flyttade verksamheten till Kiev-förorten Butja. Klubben spelade dock aldrig någon match under det nya namnet och lades ner en månad senare – den 9 juli 2018.
Klubben sponsrades av Dneprs Metallurgiska Kombinat, en medlem av Industriförbundet i Donbass.